# Título supletorio
El título supletorio es una expresión del Derecho Civil utilizada para designar al documento que otorga una autoridad judicial para fundamentar el derecho de propiedad, en los casos cuando este derecho no se halle amparado por la titulación ordinaria basada en los registros. 
Conforme a la doctrina jurídica se considera que el título supletorio no concede propiedad sobre un bien sino que tan solo otorga la garantía del registro a los propietarios que, a veces por eventos extraordinarios o fuera de su dominio, quedan desprovistos de los títulos ordinarios. En ciertas situaciones se hace muy difícil probar la existencia de un legítimo derecho de propiedad sobre bienes sujetos a registro, problema surgido por causa del simple descuido de anteriores propietarios, o por destrucción (por violencias públicas, incendios, o desastres naturales) del registro de la propiedad. 
Por ello se utiliza la denominación de "título supletorio", por cuanto la declaración del juez "suple" la ausencia del título de propiedad hasta la fecha de su adquisición en el tribunal; cabe agregar que la resolución del juez que recae en el respectivo proceso sirve de titulación suficiente para satisfacer la exigencia de los Registros de propiedad, y es solo impugnable por un posterior juicio.